# Ereveld Oosterhof

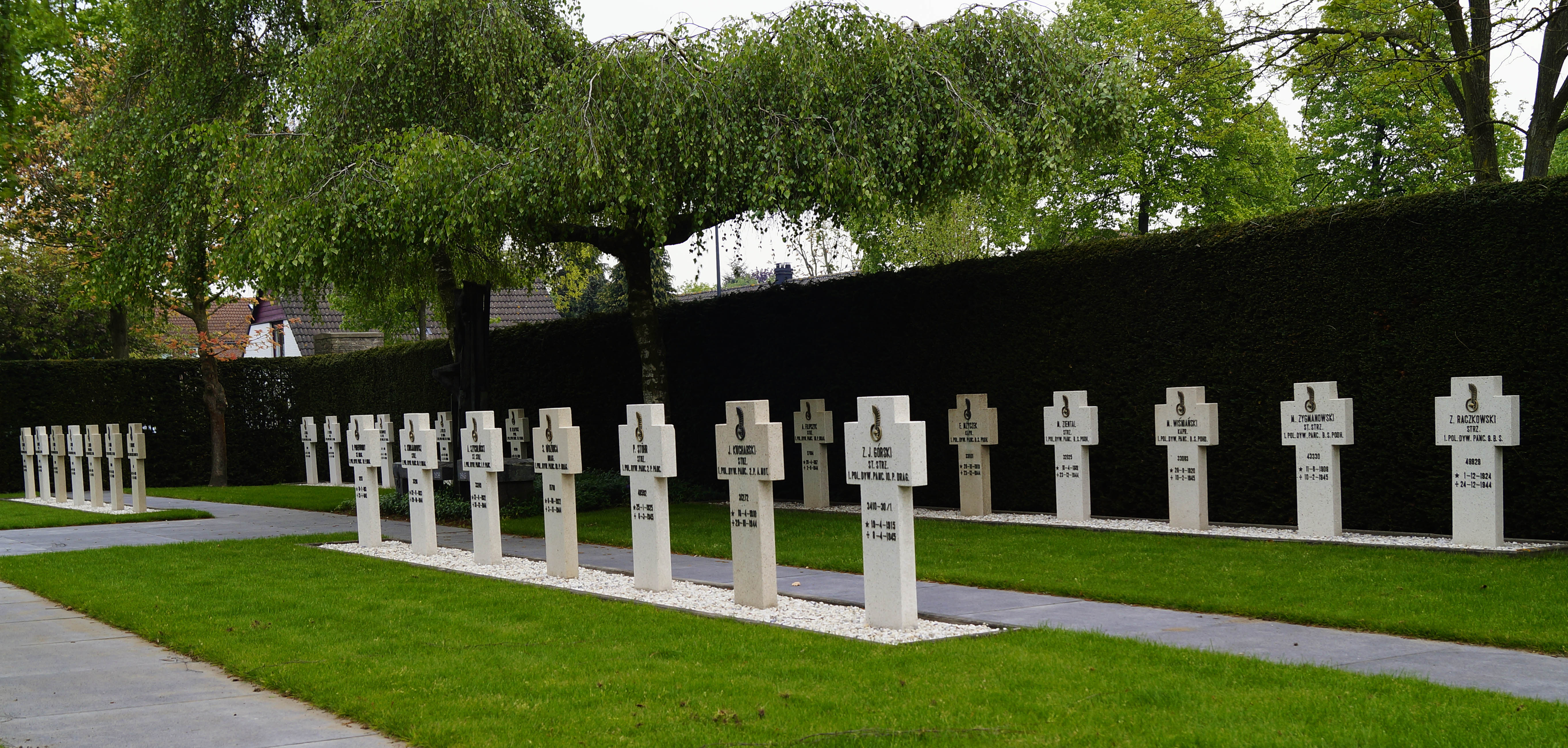
30 Poolse gesneuvelde soldaten

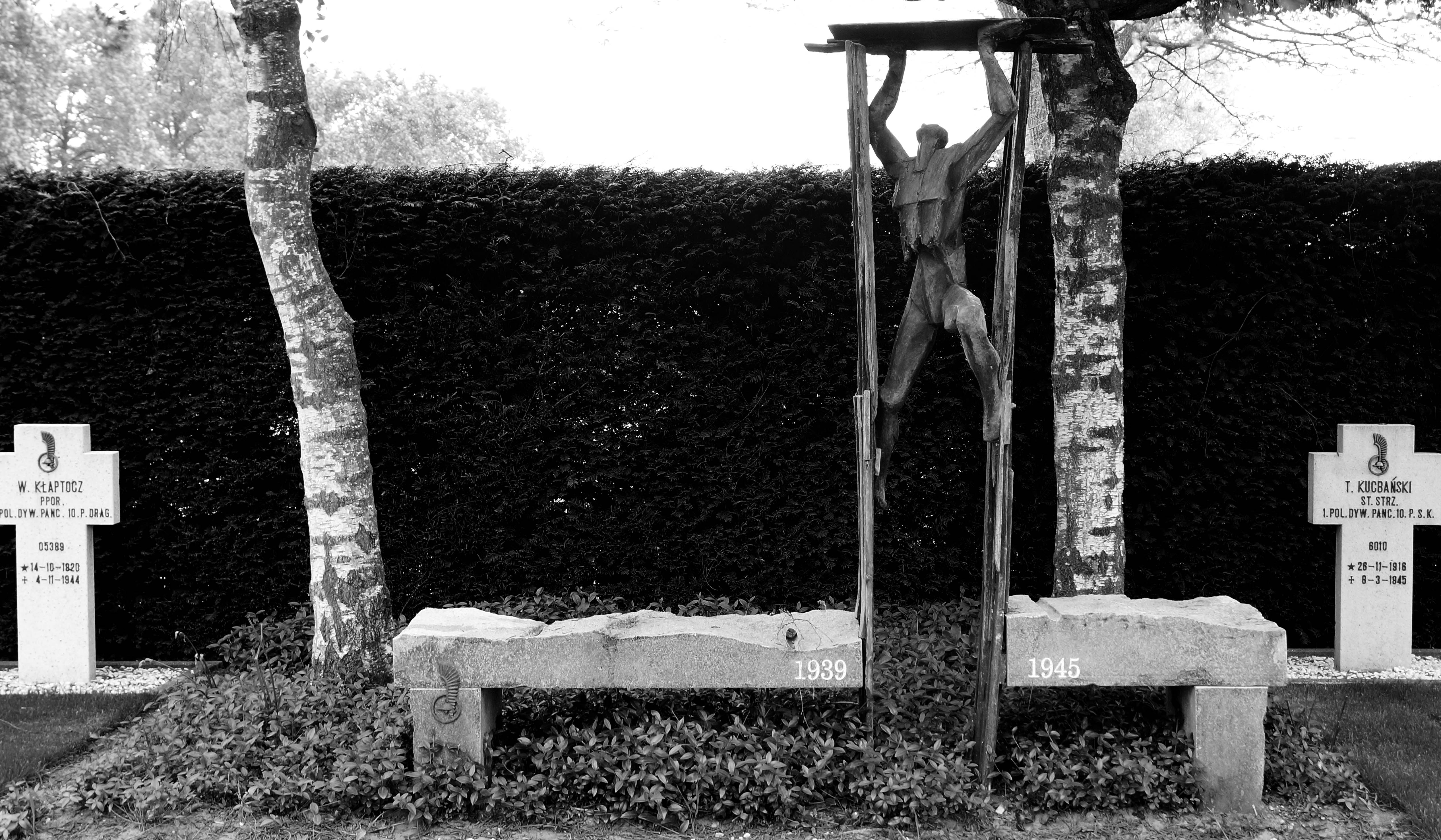

Ereveld Oosterhof is een Pools ereveld op RK-begraafplaats Leysenakkers aan de Veerseweg in de Nederlandse plaats Oosterhout.
Dit ereveld telt 30 Poolse graven waar gesneuvelde militairen uit de Tweede Wereldoorlog zijn begraven. Alle soldaten liggen hier begraven onder een schuilnaam. Dit zijn mensen die zijn overgelopen uit het Duitse leger en anoniem wilden blijven om hun familie te beschermen. Het informatiebord van de Oorlogsgravenstichting geeft wel de echte namen aan.